# Trío Gedeón
Trío Gedeón fue un grupo musical argentino de gran popularidad en las décadas de 1920, 1930 y 1940. Fueron uno de los primeros grupos humorísticos que actuaron en la radio.

## Carrera
Fue un trío musical cómico con varias intervenciones radiofónicas y cinematográficas en las primeras décadas del siglo XX. Apodados Los Reyes del canto en broma, se caracterizaban por ponerle, a los éxitos de la época, letras absurdas o cómicas, haciendo parodias. Estuvo integrada por músicos nacidos en San Cristóbal: José Di Nápoli, Francisco Caprara y Carmelo D'Errico; posteriormente, Di Nápoli abandona la agrupación siendo reemplazado por Vicente Belvedere. Este grupo recogió la tradición de los murgueros estudiantiles de la ciudad de Montevideo y cultivaron la "astracanada" como principal recurso de estilo.
Pioneros del humor cantado, la fórmula de Gedeón consistía en tomar los grandes éxitos del momento, y adaptarles nuevos versos, una sucesión de disparates que sólo reconocen la lógica de la rima y de la métrica. A los compositores, que firmaban junto a los cómicos en la etiqueta de los discos, no solía molestarles el humor de Gedeón, conscientes de que, en definitiva, la parodia era una muestra de popularidad de los tema elegidos.
Intérpretes de ukelele con guantes y guitarra y eficaces cantantes, bajo el sello Electra, en 1928, hicieron su primera intervención en disco comercial con el Disco de 78 RPM donde interpretan el tango-parodia Café con leche. Entre otros temas que popularizaron se encuentran Che papusa oí (tango de Enrique Cadícamo y Matos Rodríguez), Serpentina doble (Tango de H Graziano y Juan Rezzano), No me llores, La chica del 17 (grabado luego por Adolfo Carabelli y otras orquestas), Mariana (Tango de Enrique Santos Discépolo y Ya no cantas Chingolo, todas ellas ya bajo el sello discográfico Disco Nacional y  Odeón.
En cine participaron en las películas Idolos de la radio (1934) de Eduardo Morera, con Ada Falcón, Ignacio Corsini, Olinda Bozán y Tito Lusiardo; La mujer del zapatero (1941), dirigida por Julio Irigoyen, y protagonizada por Tino Tori, Domingo Conte, Herminia Velich y Ada Cornaro; y El alma de un tango en 1945, con los protagónicos de Héctor Palacios, Elisa Labardén, Lea Conti, Percival Murray y Warly Ceriani.
Compartieron escenario radifónicos con personalidades  argentinas como fueron Pablo Palitos, Ibis Blasco, José Marrone, Pepe Iglesias, Tito Lusiardo, Olinda Bozán, el actor cómico uruguayo Ricardo Pimentel, los hermanos César y Pepe Ratti, el locutor Pablo Osvaldo Valle, y los músicos Roberto Firpo y Francisco Lomuto, entre otros. Tocaron en varias emisoras como Radio El Mundo, Radio Splendid y Radio Excelsior.
Ese humor radiofónico, posteriormente le abría el paso a otros intérpretes como fueron el dúo Rafael Buono- Salvador Striano. Entre uno de los fanáticos, que solía cantar para formar rubro, se encontraba el cantor Carlos Gardel.

## Filmografía
- 1945: El alma de un tango.
- 1941: 'La mujer del zapatero.
- 1934: Idolos de la radio.

## Temas interpretados
- Clavelito rojo (1930)
- Los ojos de la grela (1930)
- Zaraza (1930)
- Potpourri (1930)
- Ya no cantas Chingolo (1930)
- La chica del 17  (1930)
- Paloma blanca (1930)
- La nieta de la japonesita (1929)
- Sentimiento gaucho (1929)
- Alma descalza (1929)
- Serpentina doble (1929)
- Que vachache (1928)
- Mariana (1928)
- No me llores (1928)
- Che papusa oí (1928)
- Café con leche (1928)

## Biografía
- Torres, Carlos Federico (2020). Gente de tango. Tomo 1 (1° edición). Universidad Católica de Santa Fe. ISBN 978-950-844-152-2.
- Larroca, Jorge (1969). San Cristóbal, el barrio olvidado: apuntes para su historia (1° edición). Editorial Freeland. p. 85.
- Merayo Pérez, Arturo (2009). La radio en Iberoamérica: evolución, diagnóstico, prospectiva (1° edición). Comunicación Social: Ediciones y publicaciones. p. 31. ISBN 978-84-96082-94-6.
- Merkin, Marta (1995). Días de radio: historia de la radio Argentina (1° edición). Editora Espasa Calpe Argentina. p. 78.